# Ocinara polia
Ocinara polia är en fjärilsart som beskrevs av Willie Horace Thomas Tams 1935. Ocinara polia ingår i släktet Ocinara och familjen silkesspinnare. Inga underarter finns listade i Catalogue of Life.